# Circle of Friends – Im Kreis der Freunde
Circle of Friends – Im Kreis der Freunde (Originaltitel: Circle of Friends) ist ein irisch-britisch-US-amerikanisches Filmdrama von Pat O’Connor aus dem Jahr 1995. Als literarische Vorlage diente der gleichnamige Roman (1990) von Maeve Binchy.

## Handlung
Bernadette Hogan, die sich von allen nur Benny nennen lässt, und Eve Malone treffen 1957 an der Universität von Dublin ihre alte Freundin Nan Mahon wieder, mit der sie in einer irischen Kleinstadt einst aufgewachsen waren. Alle drei wurden erzkatholisch erzogen, weshalb sie sich umso mehr auf ihr zukünftiges Studentenleben freuen. Durch Nan lernt Benny den gutaussehenden Rugby-Spieler Jack Foley kennen, der auf Wunsch seines Vaters Medizin studiert, obwohl er kein Blut sehen kann. Benny und Jack freunden sich an und verlieben sich langsam ineinander. Auch Eve, deren Eltern frühzeitig verstorben sind, verliebt sich in einen Kommilitonen. Nan hat dagegen nichts für gleichaltrige College-Jungs übrig und fühlt sich vielmehr zu dem reifen und wohlhabenden Simon Westward hingezogen, mit dem sie schon bald eine heimliche Affäre anfängt.
Als Nan von Simon schwanger wird, er sie aber nicht heiraten will und sie zur Abtreibung drängt, verlässt sie ihn. Da sie eine Abtreibung als Todsünde empfindet und angesichts der strengen Moralvorstellungen ihrer Umgebung keinesfalls ein uneheliches Kind zur Welt bringen will, entschließt sie sich, Jack zu verführen und ihm das Baby unterzuschieben. Nachdem es Nan gelungen ist, den betrunkenen Jack zu einem gemeinsamen Schäferstündchen zu überreden, plagen Jack heftige Schuldgefühle gegenüber Benny. Es bricht Benny schließlich das Herz, als sie von Jack erfährt, dass er die schwangere Nan heiraten wird.
Kurz darauf feiert Eve ihren Geburtstag in dem alten Haus, in dem sie einst zur Welt kam. Es erscheinen auch Jack und Nan, um ihr zu gratulieren. Eve, die schließlich durchschaut, dass Nan eigentlich von Simon schwanger ist und Jack nur benutzt, bedroht wütend ihre einstige Freundin mit einem Messer. Nan verletzt sich dabei an einer zerbrochenen Glasscheibe, worauf ihr Jack sofort zu Hilfe eilt. Auch Jack, der nach diesem Vorfall sein Medizinstudium endlich als sinnvoll empfindet, erfährt nun, dass Nan nicht sein Kind erwartet. Nachdem Nan Dublin mit dem Zug verlassen hat, geht Jack zu Benny, um sie um Verzeihung zu bitten und ihr seine Liebe zu gestehen. Sie versöhnen sich und gehen wieder ihrem Studium nach.

## Hintergrund

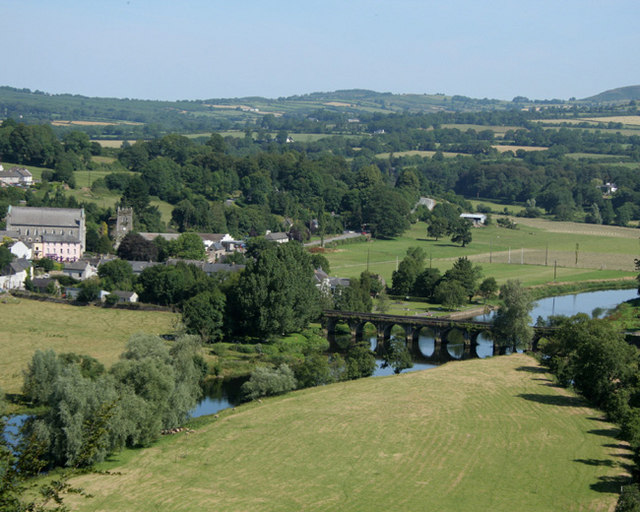
Inistioge im County Kilkenny, ein Drehort des Films

Die Dreharbeiten fanden unter anderem in Dublin, Kilkenny, Inistioge und Thomastown statt.
Der Film wurde am 15. März 1995 in den Vereinigten Staaten uraufgeführt, wo er über 23 Millionen US-Dollar einspielte. In Deutschland kam Circle of Friends – Im Kreis der Freunde am 15. Februar 1996 in die Kinos. Im August 2001 erschien der Film auf DVD.

## Kritiken
Das Lexikon des internationalen Films bezeichnete Circle of Friends – Im Kreis der Freunde als „liebevoll-poetisches Porträt irischen (Kleinstadt-)Lebens“, das zugleich „ein Loblied auf die inneren Werte des Menschen und seine Fähigkeit zur Selbstbestimmung“ sei. Die Besetzung sei bis hin zu den Nebenrollen „präzise“ zusammengestellt worden und vor allem Minnie Driver habe ihre Rolle „überzeugend gespielt“. Der Film könne zudem „mit schönen Bildern und einem stimmungsvollen Soundtrack“ aufwarten und sei insgesamt „ein sympathisches Beispiel regionalen europäischen Filmschaffens“.
Cinema zufolge vermittle der Film ein „[e]infühlsames Bild eines von Muffigkeit und Bigotterie geprägten Irlands“. Hauptdarstellerin Minnie Driver habe dabei „allen die Schau [gestohlen]“. Das Fazit lautete: „Bittersüß – und sehr einnehmend gespielt“. Für Prisma war der Film „ein nostalgisches, aber stilgerechtes Melodram in Sachen Lust und Liebe“. Roger Ebert von der Chicago Sun-Times sprach von „einer herzerwärmenden und ergreifenden Liebesgeschichte voller Intelligenz und Gefühl“.

## Auszeichnungen
Minnie Driver erhielt 1996 für ihre Leistung in ihrer erst zweiten Kinorolle den Preis der Chicago Film Critics Association als „vielversprechendste Darstellerin“. Die Jury der Deutschen Film- und Medienbewertung verlieh dem Film das Prädikat „wertvoll“.

## Deutsche Fassung
Die deutsche Synchronfassung entstand bei der FFS Film- & Fernseh-Synchron in München nach dem Dialogbuch von Hartmut Neugebauer, der auch die Dialogregie übernahm.
| Rolle                    | Darsteller      | Synchronsprecher |
| ------------------------ | --------------- | ---------------- |
| Jack Foley               | Chris O’Donnell | Oliver Mink      |
| Bernadette „Benny“ Hogan | Minnie Driver   | Kellina Klein    |
| Nan Mahon                | Saffron Burrows | Anke Korte       |
| Sean Walsh               | Alan Cumming    | Kai Taschner     |
| Simon Westward           | Colin Firth     | Frank Röth       |
| Aidan Lynch              | Aidan Gillen    | Niko Macoulis    |
| Brian Mahon              | John Kavanagh   | Norbert Gastell  |
| Professor Flynn          | Ciarán Hinds    | Ulrich Frank     |